# Kuwayama elongagena
Kuwayama elongagena är en insektsart som först beskrevs av Caldwell 1941.  Kuwayama elongagena ingår i släktet Kuwayama och familjen spetsbladloppor. Inga underarter finns listade i Catalogue of Life.